# ГЕС-ГАЕС Пуенте-Бібей
ГЕС-ГАЕС Пуенте-Бібей (ісп. Puente Bibey) — гідроелектростанція на північному заході Іспанії. Розташована між ГЕС Сан-Агустін (вище за течією) та ГЕС Монтефурадо, входить до складу каскаду на річці Бібей (ліва притока Сіль, яка в свою чергу є лівою притокою найбільшої річки Галісії Мінью).
Для роботи станції річку перекрили греблею Бао. Це гравітаційна споруда висотою 107 метрів та довжиною 257 метрів, на спорудження якої пішло 465 тис. м3 бетону. Вона утримує водосховище об'ємом 238 млн м3 (корисний об'єм 219 млн м3), до якого, окрім природного стоку, надходить ресурс із лівих приток Бібей — Сан Мігель та Сернадо, які впадають в неї нижче від греблі.
Від сховища вода подається по дериваційному тунелю довжиною майже 9 км та діаметром 4,8 метра, прокладеному через гірський масив лівобережжя Bibey. На своєму шляху він отримує додатковий ресурс із водозабору на Регеїро-да-Моурела (через Регато-де-Пенеда та Ріо-де-Сан-Ласаро відноситься до сточища все тієї ж Бібей). На завершальному етапі тунель переходить у напірну шахту до підземного машинного залу. Останній має розміри 90х15 метрів та висоту 80 метрів.
Основне обладнання станції становлять чотири турбіни типу Френсіс потужністю по 71 МВт, які при напорі від 298 до 357 метрів виробляють 0,55 млрд кВт-год електроенергії на рік. Відпрацьована вода відводиться до наступного водосховища через тунель довжиною приблизно 2 км.
Для виконання функції гідроакумуляції у четвертому гідроагрегаті встановлено насос потужністю 73,5 МВт.
Зв'язок з енергосистемою відбувається по ЛЕП, що працює під напругою 220 кВ.
Можливо також відзначити, що водосховище греблі Бао використовується як нижній резервуар при роботі гідроакумулювальних станцій Консо та Соутело.